# Санитарная служба Друзей

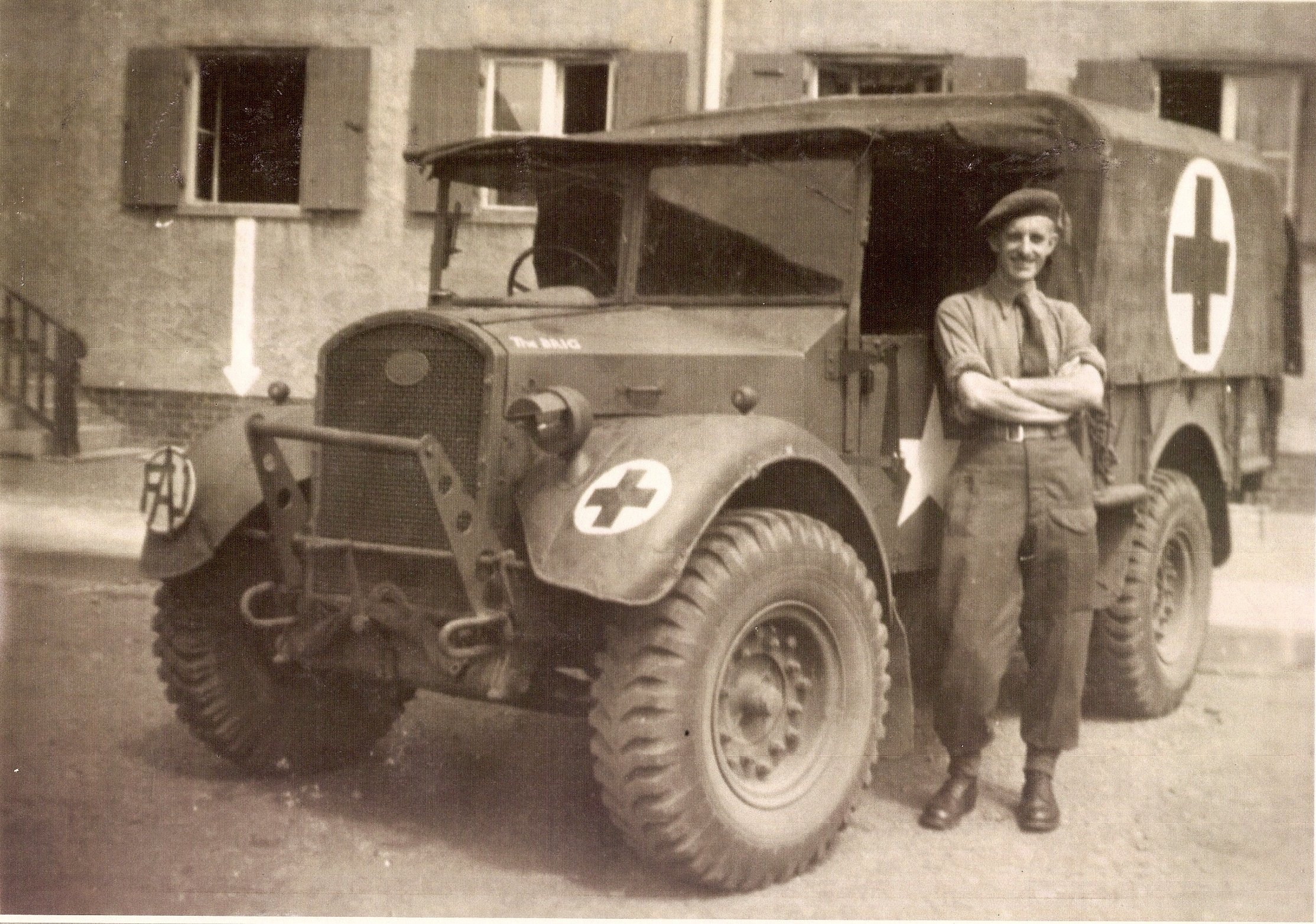
Водитель ССД около своей машины, 1945 год

Санитарная служба Друзей (ССД), по-английски — Friends Ambulance Unit (FAU), была добровольческой санитарной службой, основанной индивидуальными членами британского Религиозного общества Друзей (квакеров) в соответствии с их пацифистскими взглядами, которые они называли «свидетельством о мире», одним из основополагающих принципов этой религиозной группы. ССД действовала в следующие годы: 1914—1919, 1939—1946 и 1946—1959, в 25 различных странах в разных частях мира. Она была независимой квакерской организацией и в основном комплектовалась зарегистрированными отказниками по мотивам совести.

## История

### Первая мировая война
Служба была основана как Первая англо-бельгийская санитарная служба в начале Первой мировой войны. Позже была переименована в Санитарную службу Друзей. Её члены проходили подготовку в селении Джорданс, Букингемшир, одном из центров квакерства. В общей сложности ею было направлено более тысячи человек во Францию и Бельгию, где они работали в медицинских конвоях и санитарных поездах с французской и британской армиями. ССД находилась под юрисдикцией британского Красного Креста. Была распущена в 1919 году.

### Вторая мировая война и последующие годы
Организация была воссоздана в сентябре 1939 года с началом Второй мировой войны комитетом, состоящим из её бывших членов. Тренировочный лагерь находился под Бирмингемом. Более 1300 членов прошли подготовку и отправились служить водителями санитарных машин и санитарами в Лондон, а также за границу — в Финляндию, Норвегию и Швецию (1940), на Ближний Восток (1940—1943), в Грецию (1941, 1944—1946), Китай и Сирию (1941—1946), Индию и Эфиопию (1942—1945), Италию (1943—1946), Францию, Бельгию, Нидерланды, Югославию, Германию (1944—1946) и Австрию (1945—1946).
Два отделения по 12 человек — отделения № 1 и № 2 — с 8 машинами высаживались в Нормандии 6 сентября 1944 года с танконесущего десантного корабля. Приданные отделу работы с гражданскими лицами Британской армии, отделения ССД обеспечивали помощь гражданским лицам в Нормандии. Отделение № 2 затем было отправлено в лагерь беженцев у Леопольдсбурга (Бельгия), где занималось приёмом, регистрацией, дезинфекцией, кормлением, размещением в жилых помещениях и дальнейшей переправкой очутившихся там людей.
В ноябре 1944 года в ответ на запрос из 21-й армейской группы были сформированы и отправлены на континент ещё 5 отделений. Одним из их членов был Джеральд Гардинер, впоследствии ставший лордом-канцлером в британском лейбористском правительстве Гарольда Вильсона в 1964—1970 годах.
В начале 1945 года отделение № 2 работало в колонии для психически больных около Клевеса (Германия), где содержалось до 25 000 человек. К апрелю того же года основной работой стало размещение и уход за перемещенными лицами, до тех пор, пока они не возвращались домой.
ССД была расформирована в 1946 году. Ей на смену пришла Послевоенная Санитарная служба Друзей, которая действовала до 1959 года. Работа ССД была отмечена при присуждении квакерам в 1947 году Нобелевской премии мира, которую приняли Американский комитет Друзей на службе обществу и британский Совет Друзей на службе обществу.

## Цели
Те, кто проходил подготовку в тренировочных лагерях в 1939 году, выступили с заявлением, выражающим их цели:
Своей целью мы ставим подготовить себя как эффективную службу для помощи пострадавшим и ведения санитарной работы в районах как под военным, так и под гражданским контролем. Таким образом, работая как пацифистская и гражданская организация там, где в нас нуждаются больше всего, мы продемонстрируем эффективность совместной деятельности для построения нового мира, а не для борьбы ради разрушения старого. Уважая взгляды тех пацифистов, которые чувствуют невозможность вступить в такую организацию как наша, в нынешней ситуации, среди горечи и конфликтующих идеологий мы ощущаем себя крайне озабоченными и будем возводить образец доброй воли и позитивного служения, надеясь, что это поможет и дальше сохранять в людских умах ценности, которые так часто забываются во время войны и сразу после неё.